# 공룡의 제국
공룡의 제국(Dinotopia)은 2002년 5월 12일부터 2003년 8월 17일까지 방영된 미국 ABC 드라마이다. 미국의 작가 제임스 거니가 만든, 지성을 가진 공룡과 인류가 공존하는 이상 세계인 다이노토피아 설정에 기반했다. 드라마는 거니의 다이노토피아 시리즈 중 앞의 두 책들인 다이노토피아: 공룡나라 여행과 다이노토피아: 지하 세계를 플롯으로 삼지만, 배경 시점이 더 미래에 있다. 2002년 5월 12일부터 5월 14일까지 3부작 미니시리즈로 방영했으며 이후 2002년 11월 28일부터 2003년 8월 17일까지 13부작 TV 시리즈를 방영하여 총 16부작까지 방영했다.

## 방송 시간
| 방송 채널 | 방송 기간                    | 방송 시간                        |
| --------- | ---------------------------- | -------------------------------- |
| KBS 2TV   | 2003년 11월 15일 ~ 12월 20일 | 매주 토요일 낮 1:10 ~ 2:00(50분) |

## 한국판 성우진(KBS)
- 김승준 - 칼(티론 레잇소)
- 김일 - 데이비드(웬트워스 밀러)
- 은영선 - 매리언(케이티 카)
- 강구한 - 사이러스(데이비드 슐리스)
- 이원준 - 우누(콜린 새먼)
- 박상일 - 왈도(짐 카터)
- 이인성 - 지포(리 에반스)
- 장승길 - 프랭크(스튜어트 윌슨)
- 김정희 - 할머니
- 김승태 - 호송대원

## 참고 문헌
- Joe Nazzaro, Humans Walk With Dinosaurs in TV Miniseries Visit to James Gurney’s Fantasy Island, Starlog Fantasy Worlds (magazine), February 2002, pages 36–38